# 16 Dni Akcji Przeciwko Przemocy ze względu na płeć

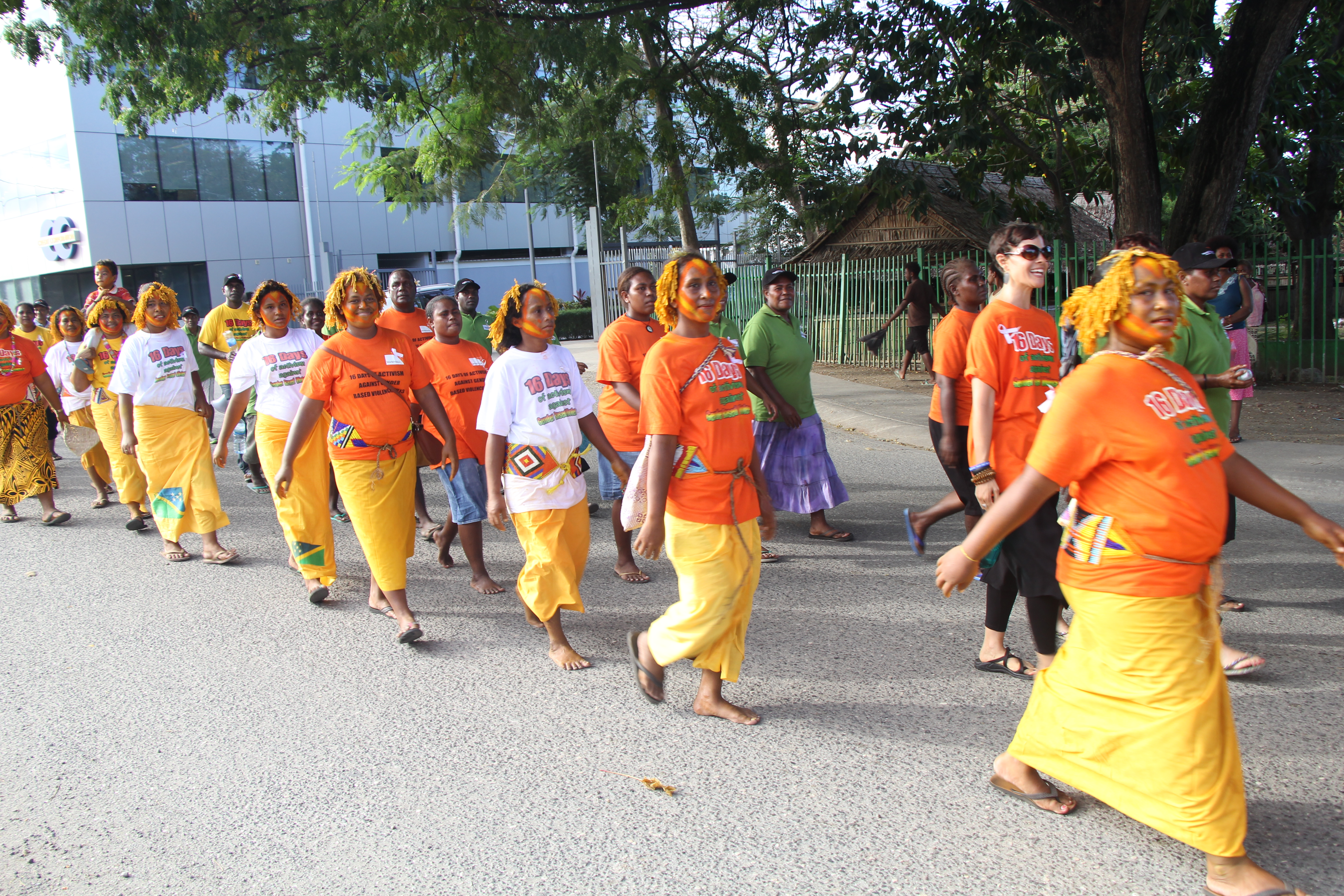
Parada rozpoczynająca kampanię na Wyspach Solomona. Kampania wykorzystuje kolor pomarańczowy jako symbol jaśniejszej przyszłości, wolnej od przemocy wobec kobiet i dziewcząt, jako motyw przewodni wszystkich swoich globalnych działań.

16 Dni Akcji Przeciwko Przemocy ze względu na płeć (ang. 16 Days of Activism against Gender-based Violence lub krócej ang. The Global 16 Days Campaign) – międzynarodowa kampania przeciwko przemocy wobec kobiet i dziewcząt. Zaczyna się co roku 25 listopada (Dzień przeciw przemocy wobec Kobiet) a kończy 10 grudnia (Dzień Praw Człowieka). Została zainicjowana w 1991 roku przez Women's Global Leadership Institute, będący częścią Center for Women's Global Leadership na Uniwersytecie Rutgersa. Koordynatorem polskiej odsłony Kampanii 16 Dni przeciw przemocy ze względu na płeć jest Fundacja Autonomia.
Według Centre for Women's Global Leadership od 1991 roku ponad 6 000 organizacji w około 187 krajach wzięło udział w akcji.

## Cele

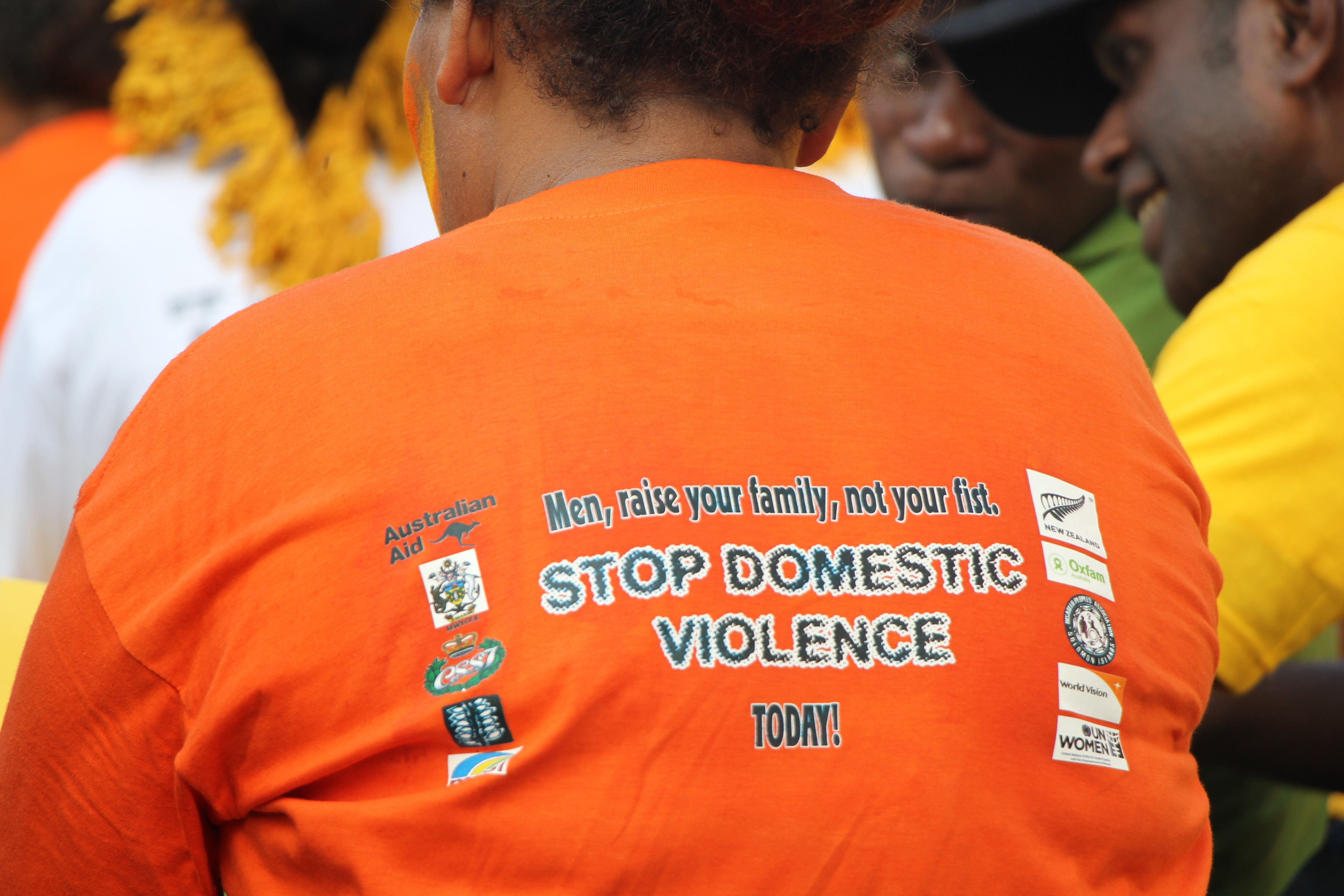
Celem kampanii jest zwiększenie świadomości na temat różnych form przemocy wobec kobiet

Celem kampanii ma być wyeliminowanie wszelkich form przemocy wobec kobiet poprzez:
- rozwój świadomości, iż przemoc ze względu na płeć stanowi pogwałcenie praw człowieka,
- wzmocnienie lokalnych struktur przeciwdziałających przemocy wobec kobiet,
- budowanie powiązań pomiędzy lokalnymi i międzynarodowymi inicjatywami na rzecz powstrzymania przemocy wobec kobiet,
- zastosowanie metod pozwalających na rozwijanie i odkrywanie nowych i skutecznych strategii,
- wzmacnianie solidarności kobiet na całym świecie, organizujących się by przeciwdziałać przemocy wobec kobiet,
- tworzenie narzędzi nacisku na rządy, aby wywiązały się z obietnic powstrzymania przemocy wobec kobiet[7][8].

## Kluczowe daty
- 25 listopada – Międzynarodowy Dzień Eliminacji Przemocy Wobec Kobiet
- 29 listopada – Międzynarodowy Dzień Obrończyń Praw Człowieka
- 1 Grudnia – Światowy Dzień AIDS
- 2 Grudnia – Światowy Dzień na rzecz Zniesienia Niewolnictwa
- 3 grudnia – Międzynarodowy Dzień Osób z Niepełnosprawnościami
- 5 grudnia – Międzynarodowy Dzień Wolontariatu na rzecz rozwoju gospodarczego i społecznego
- 6 grudnia – Rocznica masakry w Montrealu
- 10 Grudnia – Międzynarodowy Dzień Praw Człowieka[9]

## Tematy
Każdego roku kampania podejmuje nowy temat lub kontynuuje poprzedni. Motyw przewodni koncentruje się na jednym konkretnym obszarze nierówności płci.
- 1991 – 1992: Przemoc wobec kobiet to łamanie praw człowieka

- 1993: Demokracja nierespektująca praw człowieka w odniesieniu do kobiet, nie jest demokracją
- 1994: Świadomość, odpowiedzialność, działanie: przemoc wobec kobiet łamaniem praw człowieka

- 1995: Wiedeń, Kair, Kopenhaga, Pekin: Uświadamianie, czym są prawa człowieka w odniesieniu do kobiet

- 1996: Uświadamianie, czym są prawa człowieka w odniesieniu do kobiet: Realizacja naszych wizji

- 1997: Domagaj się praw człowieka dla kobiet w domu i na świecie

- 1998: Budowanie kultury respektowania praw człowieka

- 1999: Spełnianie obietnicy wolności od przemocy

- 2000: Świętujemy 10 rocznicę Kampanii

- 2001: Rasizm i seksizm: nigdy więcej przemocy

- 2002: Tworzenie kultury, która przeciwstawia się przemocy wobec kobiet

- 2003: Przemoc wobec kobiet łamaniem praw człowieka: utrzymanie rozmachu działań 10 lat po konferencji w Wiedniu (1993-2003)

- 2004 – 2005: Dla zdrowia kobiet, dla zdrowia świata: NIGDY WIĘCEJ PRZEMOCY

- 2006: 16 rocznica 16 dni: Wspieranie praw człowieka – Koniec przemocy wobec kobiet

- 2007: Żądając wprowadzenia w życie, stawiając czoła przeciwnościom: Zakończ przemoc wobec kobiet!

- 2008: Prawa człowieka dla kobiet – Prawa człowieka dla wszystkich: 60 rocznica Powszechnej Deklaracji Praw Człowieka

- 2009: Zaangażuj się – Działaj – Domagaj się: MOŻEMY Zakończyć Przemoc Wobec Kobiet!

- 2010: Struktury Przemocy: Zależności między Militaryzmem i Przemocą Wobec Kobiet

- 2011 – 2014: Poprzez Pokój w Domu do Pokoju na Świecie: Zakwestionujmy militaryzm i zakończmy przemoc wobec kobiet!

- 2015 – 2017: Od pokoju w domu do pokoju na świecie: Zadbajmy o bezpieczną edukację dla wszystkich!

- 2018: Koniec z przemocą ze względu na płeć w świecie pracy! (Świat) | Miasta, miasteczka i wsie bezpieczne dla dziewczynek i kobiet! (Polska)[10][11]